# مهدی ناظمی
مهدی ناظمی (زادهٔ ۱۲۸۹ – درگذشتهٔ ۱ خرداد ۱۳۷۶)، موسیقی‌دان و نوازنده و سازندهٔ سنتور اهل ایران بود.

## زندگی‌نامه

مهدی ناظمی در حال نواختن سنتور

مهدی ناظمی، در سال ۱۲۸۹ (ه‍. خ) در یزد متولد شد. هرچند در شناسنامهاش سال ۱۲۸۴ درج شده‌است اما تاریخی که به خط پدرش در قرآنِ به جای مانده نگاشته شده‌است، تولد وی را سال ۱۳۳۱ هجری قمری، برابر با ۱۲۸۹ خورشیدی نشان می‌دهد.
پدربزرگ او «محمدصادق ناظم‌التجار» بود که در زمانِ ناصرالدین شاه قاجار از تهران به «نظامت» یزد منصوب شد. مهدی ناظمی نخستین بار صدای ساز سنتور را وقتی که حدود ۸ سال داشت، به سببِ مجلس جشنی که برای تولد برادرش برپا شده بود شنید. پس از سال‌ها با جمع‌آوری پول، از «زادور ارمنی» که در همسایگی آنها زندگی می‌کرد و در یزد به ساختن سه‌تار و سنتور مشغول بود، یک سنتور به قیمت ۲۵ قران خرید. سپس برای یادگیری نواختنِ ساز، نزد «غلام‌حسین‌خان نقاره‌چی» رفت، اما او آموزشِ وی را، منوط به اجازهٔ پدرش دانست. مهدی ناظمی به دلیل مذهبی بودن خانواده، این مطلب را از پدرش مخفی کرد و با تهیهٔ ۲ تیکه چوب، از درختِ توتِ حیاط منزلشان، در زمان‌های بیکاری به پشت‌بام می‌رفت و ناشیانه می‌نواخت. یک روز که سرگرمِ نواختن شده بود، ناگهان پدر از راه رسید و با چند لگد سنتورش را شکست و گفت: «این کارها تو را از درس و مشق عقب می‌اندازد»
پس از چند سال، خانوادهٔ ناظمی به اصفهان مهاجرت کردند. مهدی ناظمی تحصیلاتش را در کالج انگلیسیهای اصفهان ادامه داد. در سال آخر تحصیل، از سوی شرکت نفت آبادان و مسجدسلیمان انتخاب شد و به مسجدسلیمان رفت. در این سال‌ها، در زمانِ مرخصی به اصفهان می‌رفت و با هنرمندان اصفهان از جمله جلیل شهناز آشنا شد.
روزی جلیل شهناز او را نزد پدرش «شعبان‌خان» که سنتور می‌نواخت برد و او را بیشتر مجذوبِ سنتور نمود. روزی دیگر صدای آواز جلال‌تاج اصفهانی همراه با ویلن ابوالحسن صبا و سنتور حبیب سماعی را از رادیو در اصفهان شنید و تصمیم گرفت برای دیدار با سماعی به تهران سفر کند.
او در تهران با زحمت بسیار حبیب سماعی را یافت و نزد او به فراگیری نواختنِ سنتور پرداخت. در آن زمان، ساختِ اصولی سنتور پیشرفتِ چندانی نداشت و ساز خوب و خوش صدا کم‌یاب بود. در یکی از شب‌هایی که مهدی ناظمی برای آموزش نزد حبیب سماعی رفته بود، از وی می‌پرسد: «آخر تکلیف ما چیست و شاگردان شما روی چه باید مشق کنند؟» حبیب سماعی در پاسخ می‌گوید: «برو بساز، یکی از اتاق‌های منزلت را نجارخانه کن، چوب و ابزار هم آماده کن، من می‌گویم چه باید بکنی.» از این زمان مهدی ناظمی به مرحلهٔ جدید زندگی خود وارد می‌شود و به مرور ساختِ سنتور در ایران متحول می‌گردد و این پیشرفت ادامه می‌یابد، تا جایی که مهدی ناظمی را سازنده‌ای می‌دانند که بهترین سنتورهای ایران در طول حیات او ساخته شده‌است. وی غیر از حبیب سماعی، نواختن سنتور را نزد ابوالحسن صبا نیز آموخت.
مهدی ناظمی با الگو قرار دادن سازهای ساخته شده توسط «مارکار اصفهانی» و با استفاده از نظر حبیب سماعی و ابوالحسن صبا، به سبک تازه‌ای در ساخت سنتور رسید. از جمله هنرمندانی که از سازهای ناظمی استفاده کرده‌اند می‌توان به: فرامرز پایور، پرویز مشکاتیان و مجید کیانی اشاره کرد.

## آثار هنری
از مهدی ناظمی جدای از سنتورهایی که ساخته، آثاری از نواخته‌هایش نیز برجای مانده، که از آن میان به موارد زیر می‌توان اشاره نمود:
- «همایون» با آواز سعادتمند قمی
- «بیات ترک» با آواز سعادتمند قمی
- «ابوعطا» با آواز سعادتمند قمی
- «شور» با آواز سعادتمند قمی
- «سه‌گاه چپ کوک» با آواز تاج اصفهانی
- سه‌گاه راست کوک» با همراهی جلیل شهناز
- «دشتی» با همراهی جلیل شهناز
- اجرای خصوصی آواز جلیل شهناز و سنتور مهدی ناظمی[۱۱]

## درگذشت
مهدی ناظمی، ۱ خرداد سال ۱۳۷۶ در تهران درگذشت.